# Schloss Lautereck

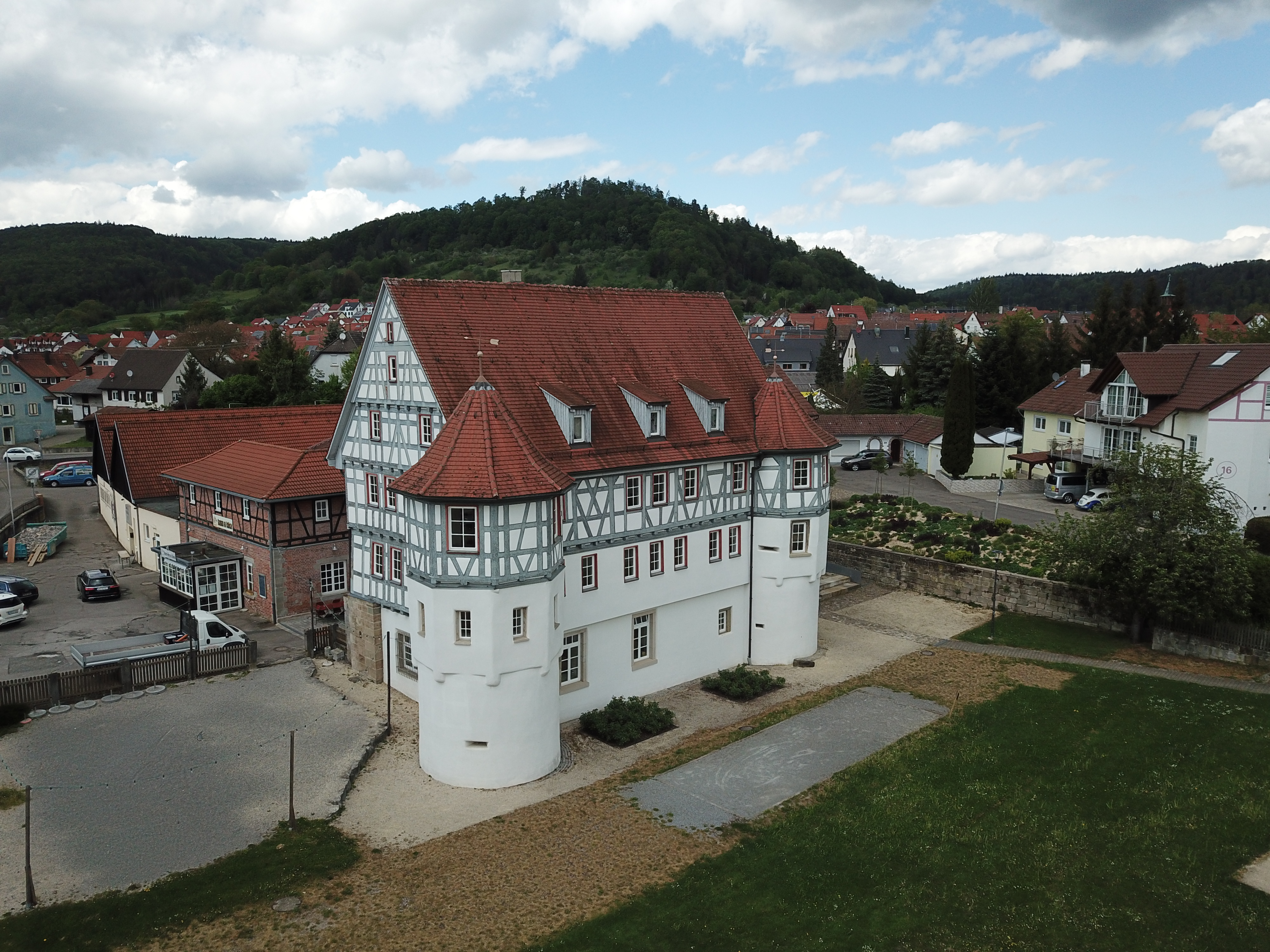
Schloss Lautereck, Südwestansicht (2020)

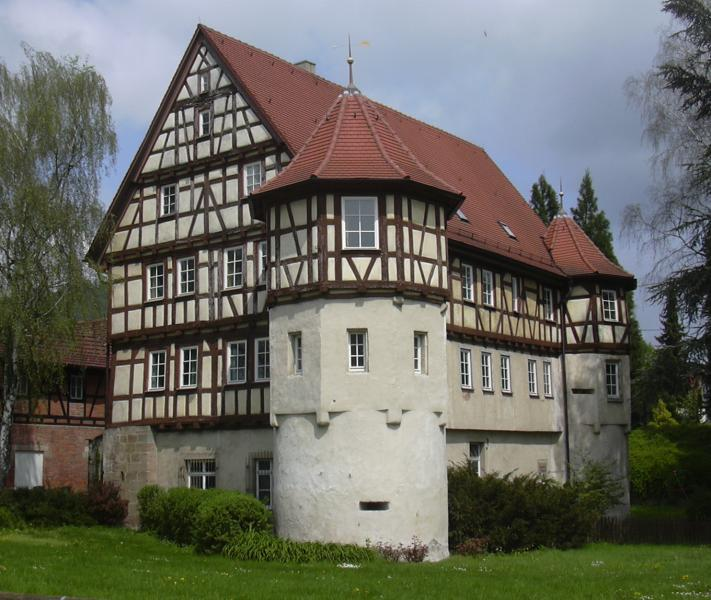
Südansicht (2005)

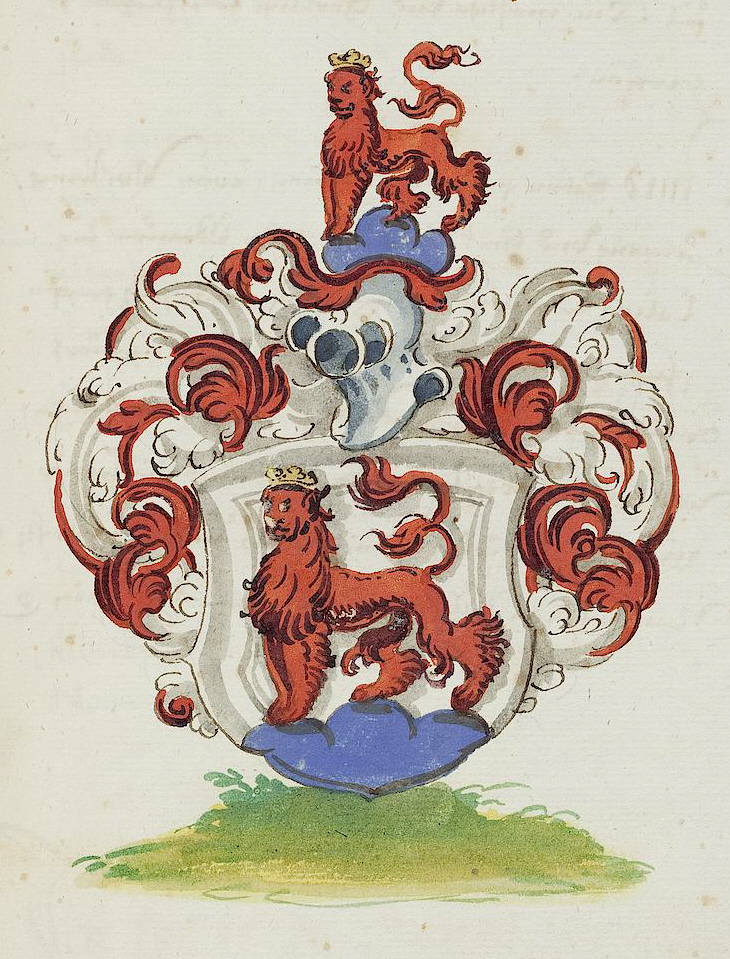
Wappen der Grafen von Löwenstein

Schloss Lautereck ist ein Schloss in Sulzbach an der Murr im Rems-Murr-Kreis.

## Beschreibung
Das Schlossgebäude ist ein dreigeschossiger Rechteckbau, der zwei Ecktürme an der Südostseite besitzt. Das Gebäude besteht aus einem steinernen Erdgeschoss und zwei Fachwerkobergeschossen. Über diesen befindet sich ein Satteldach. Die beiden Türme an der Südostseite sind im Erdgeschoss rund, in den beiden Obergeschossen achteckig und im zweiten Obergeschoss mit unverputztem Fachwerk. Beide Türme schließen mit einem achteckigen Zeltdach ab.

## Geschichte
Schloss Lautereck wurde erstmals im Jahr 1559 als Besitz der Grafen von Löwenstein genannt. Die Anlage bestand damals aus dem heute noch erhaltenen Rechteckbau, der „mit einem sehr breiten gemauerten Wassergraben im Viereck umgeben“ war. Zudem war das Gelände von einer heute nicht mehr erhaltenen Ringmauer umgeben. Im Jahre 1665 und 1713 wurden die Giebel des Schlosses erneuert. 1728 wurde zudem eine neue Amts- und Schafscheuer gebaut. Im Jahre 1867 wurde das Schloss vermutlich von Wilhelm zu Löwenstein-Wertheim-Freudenberg an den Lohgerber Lutz aus Sulzbach verkauft, der es bereits ein Jahr später dem Bauern Welz überließ. Ende des 19. oder Anfang des 20. Jahrhunderts muss der Wassergraben zugeschüttet und die darüber laufende Brücke sowie die 1871 noch erhaltene Ringmauer abgebrochen worden sein. Jedoch ist der Verlauf des Grabens heute immer noch zu erkennen. Das Schloss wurde 2008 und 2009 von Grund auf saniert und modern ausgestattet, z. B. mit einem Aufzug und einem neuen Trauzimmer für Sulzbach. Auch zwei Bürgersäle und eine Küche sind eingebaut worden.

## Sonstiges
Ein weiteres Schloss mit dem Namen Lautereck aus dem Besitz der Grafen von Löwenstein steht im Ortsteil Teusserbad der Stadt Löwenstein.